# Social Circle
Social Circle – miasto w Stanach Zjednoczonych, w stanie Georgia, w hrabstwie Newton.